# Hagnagora epimena
Hagnagora epimena là một loài bướm đêm trong họ Geometridae.